# Ajdin Hasić
Ajdin Hasić (Tuzla, 7 ottobre 2001) è un calciatore bosniaco, ala o centrocampista del KS Cracovia.

## Caratteristiche tecniche
Ala destra di piede mancino, molto rapido e bravo nel dribbling, può essere impiegato anche come trequartista; è altresì abile nei calci da fermo. Per le sue caratteristiche era stato paragonato, in giovane età, a Paulo Dybala.

## Carriera
Cresciuto nel settore giovanile della Dinamo Zagabria, dopo aver collezionato cinque presenze (con una rete segnata) con la seconda squadra del club, nell'ottobre del 2018 lascia unilateralmente i croati, raggiungendo in seguito un accordo con il Beşiktaş, che lo tessera ufficialmente il 31 gennaio 2020, facendogli firmare un contratto di quattro anni e mezzo e cedendolo subito in prestito all'Ümraniyespor. Rientrato al Beşiktaş, il 29 marzo 2021 riporta la rottura del legamento crociato anteriore e del menisco del ginocchio sinistro; ristabilitosi dall'infortunio, il 26 gennaio 2022 fa ritorno, a titolo temporaneo, all'Ümraniyespor.
Dopo aver rinnovato fino al 2025, l'8 settembre seguente viene ceduto al Göztepe; il 19 agosto 2023 passa, sempre in prestito, al Sarajevo, con cui disputa un'ottima stagione a livello individuale. Il 1º agosto 2024 si trasferisce a titolo definitivo al KS Cracovia, con cui firma un triennale con opzione. 

## Statistiche

### Presenze e reti nei club
Statistiche aggiornate al 19 agosto 2025.
| Stagione            | Squadra             | Campionato          | Campionato | Campionato | Coppe nazionali | Coppe nazionali | Coppe nazionali | Coppe continentali | Coppe continentali | Coppe continentali | Altre coppe | Altre coppe | Altre coppe | Totale | Totale | Totale |
| Stagione            | Squadra             | Comp                | Pres       | Reti       | Comp            | Pres            | Reti            | Comp               | Pres               | Reti               | Comp        | Pres        | Reti        | Pres   | Reti   |        |
| ------------------- | ------------------- | ------------------- | ---------- | ---------- | --------------- | --------------- | --------------- | ------------------ | ------------------ | ------------------ | ----------- | ----------- | ----------- | ------ | ------ | ------ |
| 2018-2019           | Dinamo Zagabria II  | 2.HNL               | 5          | 1          | -               | -               | -               | -                  | -                  | -                  | -           | -           | -           | 5      | 1      |        |
| gen.-giu. 2020      | Ümraniyespor        | 1.Lig               | 8          | 2          | TK              | -               | -               | -                  | -                  | -                  | -           | -           | -           | 8      | 2      |        |
| 2020-2021           | Beşiktaş            | SL                  | 8          | 2          | TK              | 4               | 0               | UCL+UEL            | 0+1                | 0                  | -           | -           | -           | 13     | 2      |        |
| gen.-giu. 2022      | Ümraniyespor        | 1.Lig               | 8          | 1          | TK              | -               | -               | -                  | -                  | -                  | -           | -           | -           | 8      | 1      |        |
| Totale Ümraniyespor | Totale Ümraniyespor | Totale Ümraniyespor | 16         | 3          |                 | -               | -               |                    | -                  | -                  |             | -           | -           | 24     | 0      |        |
| sett. 2022-2023     | Göztepe             | 1.Lig               | 8+1        | 1          | TK              | 2               | 0               | -                  | -                  | -                  | -           | -           | -           | 11     | 1      |        |
| ago. 2023-2024      | Sarajevo            | PL                  | 29         | 8          | CB              | 4               | 1               | UECL               | -                  | -                  | -           | -           | -           | 33     | 9      |        |
| 2024-2025           | KS Cracovia         | EK                  | 29         | 3          | CP              | 1               | 1               | -                  | -                  | -                  | -           | -           | -           | 30     | 4      |        |
| 2025-2026           | KS Cracovia         | EK                  | 3          | 3          | CP              | 0               | 0               | -                  | -                  | -                  | -           | -           | -           | 3      | 3      |        |
| Totale KS Cracovia  | Totale KS Cracovia  | Totale KS Cracovia  | 32         | 6          |                 | 1               | 1               |                    | -                  | -                  |             | -           | -           | 33     | 7      |        |
| Totale carriera     | Totale carriera     | Totale carriera     | 98+1       | 21         |                 | 11              | 2               |                    | 1                  | 0                  |             | -           | -           | 111    | 23     |        |

## Palmarès

### Club

#### Competizioni nazionali
- Campionato turco: 1

Beşiktaş: 2020-2021
- Coppa di Turchia: 1

Beşiktaş: 2020-2021
- Supercoppa di Turchia: 1

Beşiktaş: 2021